# Cheiracanthium indicum
Cheiracanthium indicum es una especie de araña del género Cheiracanthium, familia Cheiracanthiidae, suborden Araneomorphae. Fue descrita científicamente por O. Pickard-Cambridge en 1874.

## Distribución
Se distribuye por India y Sri Lanka.